# ヴィッラレッジャ
ヴィッラレッジャ（伊: Villareggia）は、イタリア共和国ピエモンテ州トリノ県にある、人口約1,000人の基礎自治体（コムーネ）。

## 地理

### 位置・広がり

#### 隣接コムーネ
隣接するコムーネは以下の通り。括弧内のVCはヴェルチェッリ県所属を示す。
- チリアーノ (VC)
- マッツェ
- モンクリヴェッロ (VC)
- ヴィスケ